# Poslednja sodba (Lochner)
Poslednja sodba (nemško Weltgericht) je poliptih, tempera na hrastu iz okoli leta 1435 nemškega umetnika Stefana Lochnerja, verjetno naročen za svetniško sobo mestne hiše v Kölnu, a je zdaj razkosana. Danes sta zunanji krili, ki sta ob podaljšanju tvorila šestkratno pregrado, razžagani na dvanajst posameznih slik, od katerih je večina še vedno ohranjenih, vendar jih hranijo v ločenih zbirkah, večinoma v Kölnu, Münchnu in Frankfurtu. Notranja krila so vključevala mučeništvo apostolov, zunanje plošče pa delno sestavljajo opata svetega Antona, Marijo Magdaleno in donatorja, svete Katarino, Huberta, Kvirina iz Neussa in donatorja ter papeža Kornelija. Njegova upodobitev Poslednje sodbe sledi številnim konvencijam sodobnih slik obsodbe, vendar Lochner uvaja pomembne novosti, zlasti pri upodabljanju angelovih črnih in padajočih oblačil.
Plošča je prvič zabeležena leta 1764 v popisu župnijske cerkve sv. Lovrenca v Kölnu in je zdaj v Wallraf-Richartz-Museumu v Kölnu, saj je bila leta 1824 zapuščena.

## Opis
Slika je razdeljena na zgornji in spodnji register. V zgornji polovici prevladujejo tri velike podobe Jezusa, Marije in sv. Janeza Evangelista. Jezus je postavljen na sredino zgornje polovice plošče, sedi na dvojni mavrici, ki žari, z roko, obrnjeno navzven. Marija in Janez klečita ob njem v položajih molitve, medtem ko prosita za odrešitev za duše pod njim. Jezusova desnica je dvignjena, ko blagoslavlja mrtve, ki naj bi bili sprejeti v nebeško kraljestvo, njegova levica je spuščena, ko grešnike obsoja na večno kazen. Oblečen je v rdečo obleko, okrašeno z biseri. Njegovo oblačilo je razprto, da se vidijo luknje od žebljev na rokah] in rana na spodnjem delu prsnega koša, ki jo je utrpel med križanjem. Jezus gleda navzdol proti odrešenim na svoji desni. Na obeh straneh lebdi velika skupina angelov, nekateri držijo arma Christi – atribute Kristusovega trpljenja. Dva angela ob njegovih nogah igrata na dolge trobente in naznanjata sodbo.
Dominacija svetnikov na plošči je dosežena tako zaradi njihove relativne velikosti v primerjavi z angeli in smrtniki spodaj (kot je običajno za slike »Poslednje sodbe«), pa tudi po Weissu zaradi »vpliva njihovih kretenj in ogromne obline njihovih oblačil«. Oblečeni so v svetla in živahna oblačila, Jezusovo oblačilo je rubinasto rdeče, Janezovo smaragdno, Marijino ametistne barve.
- Angeli držijo križ nad Marijo
- Kristus v veličastvu
- Sveti Janez kleči v molitvi

Spodnja polovica plošče prikazuje veliko teles smrtnikov in demonov. Mrtvi vstajajo iz svojih grobov in so glede na Kristusovo sodbo sprejeti v nebesa ali izgnani v pekel. Kot je tradicionalno, odrešene spremljajo angeli, ko se premikajo proti (z gledalčeve perspektive) levi strani slike. Prekleti, ki zavzemajo dve tretjini spodnje polovice plošče, so potopljeni in mučeni z demoni proti desni strani. V tem delu odrešene končno pozdravi sveti Peter, ko vstopijo v nebeško mesto, izgubljene pa poženejo proti gorečemu peklenskemu ognju. Obrazi in izrazi prekletih so polni groze in telesne bolečine. Nekateri hudiči vlečejo obsojene z verigo, v prehodu spodaj desno štirje demoni vlečejo duše proti jami, kjer drugi hudiči čakajo ob divjajočem ognju. Demoni škripljejo z zobmi.
- Nebeška vrata
- Mrtvi vstajajo iz svojih grobov
- Prekleti, ki so jih demoni odvlekli v pekel

Tehnični pregled razkrije številne in podrobne podrise, od katerih noben bistveno ne odstopa od končne sestave. Večina teh skic se osredotoča na oblačila treh svetnikov, ki so razporejena s šrafurami različnih intenzivnosti. Obrazi svetnikov so redko opisani, njihove oči so označene le s slabo definiranimi krogi. Slika je v slabem stanju in je močno razbarvana. Ozadje je bilo prvotno modro, zdaj pa je črno; njen glavni pigment je bil azurit, ki je skozi stoletja precej potemnel. Nekateri izvirni vzorci oblačil figur so zdaj komaj vidni, vendar jih je mogoče zaznati z rentgenskim slikanjem.
Pripisovanje in datiranje sta se izkazala za težavna in dolgo so mislili, da jo je naslikal član delavnice, učenec ali Lochnerjev sledilec. Razprava je nastala zlasti zato, ker je plošča tako drugačna po kompoziciji in razpoloženju od drugih znanih Lochnerjevih del, ki so v nasprotju z dramatičnimi vizijami, ki jih vsebuje ta plošča, znana po svoji poznogotski umirjenosti in mehkem koloriranju.
Verjame se, da izvira iz zgodnjega obdobja njegove kariere, saj ponekod po besedah umetnostne kritičarke Emmy Wellesz »ne doseže popolne harmonije linij, subtilnega razmerja sestavnih delov znotraj celotne strukture, ki ga občudujemo v Lochnerjevem zrelo delo«. Zavedajoč se podobnih razlik, so drugi umetnostni zgodovinarji trdili, da bi ga bilo treba postaviti na konec njegove kariere, ko se je poskušal odpovedati svojim običajnim konvencijam. Analiza vzorcev drevesnih obročev datira najzgodnejšo od treh desk v leto 1406, kar ob upoštevanju začimbe in zorenja daje najzgodnejši datum dokončanja okoli 1425. Kljub temu velja za eno najpomembnejših slik v njegovem opusu, kritiki navajajo njeno "dramatično vznemirljivost" in študijo gotske arhitekture v porušenem gradu.